# Donte Mathis
Donte Marcel Mathis (San Antonio, 13 luglio 1977) è un ex cestista e allenatore di pallacanestro statunitense naturalizzato italiano per matrimonio, dall'estate 2005.

## Palmarès

### Squadra
- United States Basketball League: 1

Dodge City Legend: 2000

### Individuale
- IBA Honorable Mention (2001)